# Tizi n'Tazazert
Der Tizi n'Tazazert ist ein 2283 m hoher Gebirgspass im Bergmassiv des Jbel Sarhro in der Provinz Tinghir in der Region Drâa-Tafilalet im Süden Marokkos.

## Lage
Die Strecke über den Pass verbindet die Orte N’Kob im Süden und Tagdilt bzw. Boumalne Dadès im Norden. Nördlich der Passhöhe zweigt eine zunächst in östliche Richtung nach Ikniouen und von dort in nordöstliche Richtung führende Piste nach Tinghir ab. Die Strecke wird dominiert vom 2712 m hohen Jbel Amalou n’Mansour. Auf der Passhöhe befindet sich ein kleines Café, wo man auch was essen und trinken und übernachten kann.

## Straßenzustand
Die Straße ist heute durchgehend asphaltiert und in gutem Zustand. Früher war es eine schmale, unbefestigte Piste, die aber sowohl von geländegängigen PKWs als auch von Motorrädern und Mountainbikes befahren wurde. Die Distanz von etwa 100 km wurde damals in mehreren Stunden (Motorrad / PKW) bzw. etwa 10–12 Stunden mit Mountainbike überwunden. Von Einheimischen wurde die Strecke auch mit nicht allradbetriebenen PKWs befahren. Bei Regen musste man die Strecke auf jeden Fall meiden.